# جاك (فلم)
جاك (بالإنجليزية: Jack) هو فيلم كوميدي دراما أمريكي من إخراج فرانسيس فورد كوبولا وبطولة روبن ويليامز، دايان لاين، جينيفر لوبيز، فران دريشر وبيل كوسبي، صدر الفيلم في 9 أغسطس 1996.

## روابط خارجية
- مقالات تستعمل روابط فنية بلا صلة مع ويكي بيانات